# Les Démons du maïs
Ne doit pas être confondu avec Les Démons du maïs (série de films) ou Les Démons du maïs (film, 2020).
Série Les Démons du maïs
Les Démons du maïs 2
(1993)
Pour plus de détails, voir Fiche technique et Distribution.
Les Démons du maïs (Children of the Corn) est un film d'horreur américain de Fritz Kiersch sorti en 1984.

## Synopsis
Un jeune couple marié de passage dans le Nebraska percute en voiture un jeune homme. Mais il semble qu'on l'ait poignardé avant la collision. Lorsqu'ils rejoignent une zone habitée, c'est un village fantôme qui les accueille. Les seuls habitants de Gatlin sont une bande déterminée d'enfants psychotiques. Leur obsession : exercer leur pouvoir terrifiant sur les adultes, en exterminant toutes personnes ayant atteint la majorité.

## Fiche technique
- Titre original : Children of the Corn ; Horror Kid (titre alternatif)
- Titre français : Les Démons du maïs
- Titre québécois : Les Enfants de l 'horreur
- Réalisation : Fritz Kiersch
- Scénario : George Goldsmith d'après la nouvelle Les Enfants du maïs de Stephen King
- Musique : Jonathan Elias
- Photographie : João Fernandes (crédité sous le pseudonyme de Raoul Lomas)
- Montage : Harry Keramidas
- Production : Donald P. Borchers (en) & Terrence Kirby
- Sociétés de production : Angeles Entertainment Group, Cinema Group, Hal Roach Studios, Inverness Productions et Planet Productions
- Société de distribution : New World Pictures
- Budget : 3 000 000 $[2]
- Pays :  États-Unis
- Langue : anglais
- Format : Couleur  - 35 mm - 1,85:1 - Mono
- Genre : Horreur, folk horror[1]
- Durée : 88 min
- Dates de sortie : 
  - États-Unis : 9 mars 1984
  - France : 30 janvier 1985
- Classification : film interdit aux moins de 16 ans lors de sa sortie en salles en France

## Distribution
- Peter Horton (VF : Hervé Bellon) : Burton Stanton
- Linda Hamilton (VF : Dorothée Jemma) : Vicky
- Robby Kiger : Job
- Anne Marie McEvoy : Sarah
- John Franklin (VF : Gilles Laurent) : Isaac
- Courtney Gains (VF : Thierry Ragueneau) : Malachai
- R. G. Armstrong (VF : Henry Djanik) : Diehl
- Jonas Marlowe (VF : Damien Boisseau) : Joseph
- Julie Maddalena : Rachel
- John Philbin (VF : Jean-François Vlérick) : Amos

## Accueil
Le film a connu le succès commercial, rapportant environ 14 568 000 $ au box-office en Amérique du Nord pour un budget de 3 000 000 $.
Il a par contre reçu un accueil critique défavorable, recueillant 39 % de critiques positives, avec une note moyenne de 4,2/10 et sur la base de 23 critiques collectées, sur le site agrégateur de critiques Rotten Tomatoes.

## Récompenses
Le film a remporté le prix du meilleur film fantastique au Festival international du film fantastique de Bruxelles 1984.

## Autour du film
La Finlande et l’Islande ont interdit le film sur leur territoire lors de sa sortie parce qu’il était jugé trop violent.
Le titre original du film, Children of the Corn, a inspiré au groupe californien de nu-metal Korn le titre d'une de leur chanson, Children of the Korn, présente sur leur 3e album, Follow the Leader.
L'épisode de Charmed, Au service du mal (3.10), est inspiré de ce film.